# Facundo Bacardí

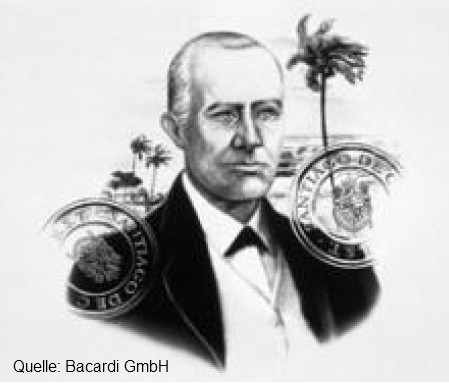
Facundo Bacardí i Massó

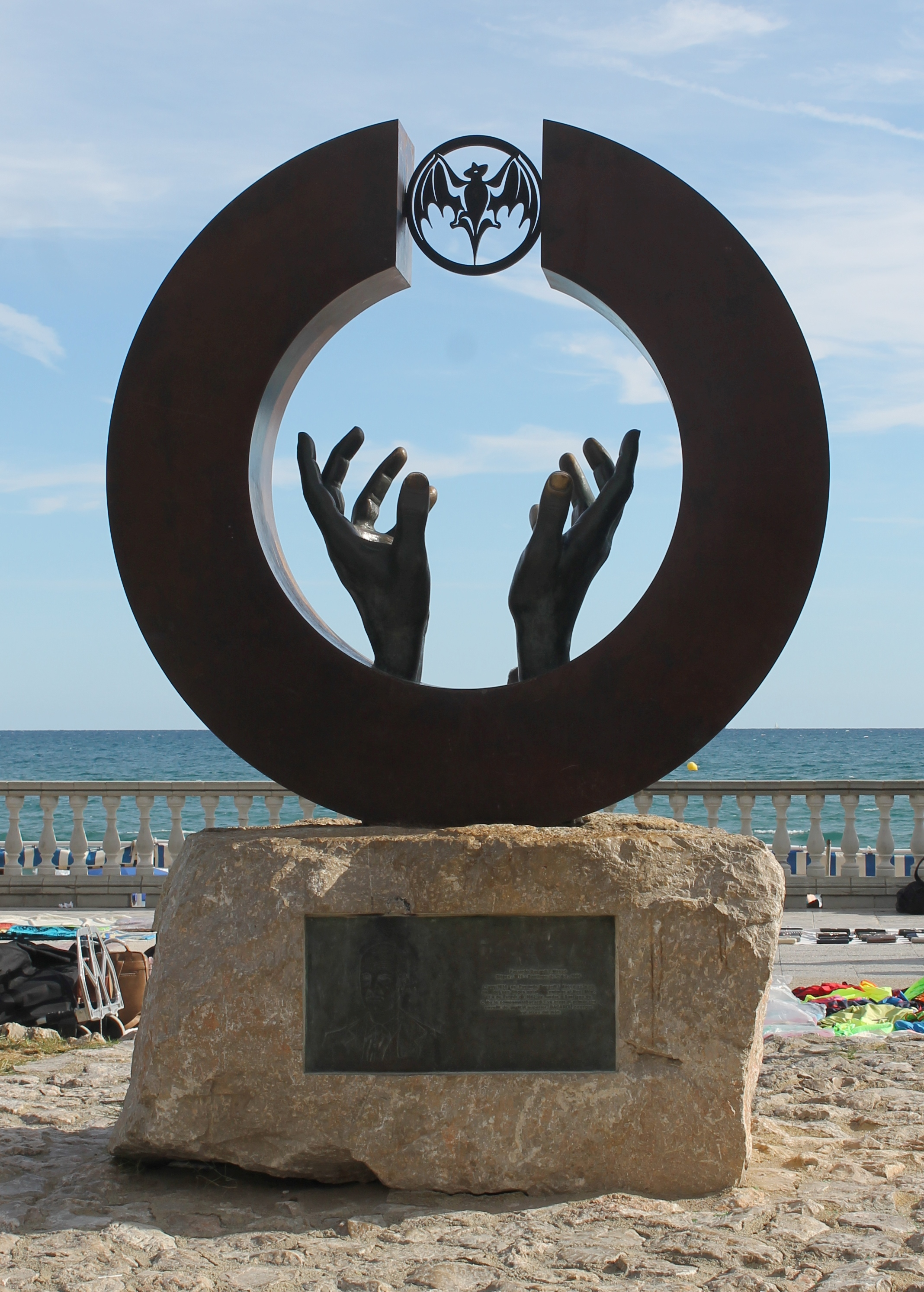
Plastik in Sitges für den dort geborenen Facundo Bacardí i Masso (Lorenzo Quinn, 2009)

Facundo Bacardí i  Massó (* 1814 in Sitges, Spanien; † 9. Mai 1886 in Santiago de Cuba, Kuba) war der Gründer der Bacardi Limited, des größten Spirituosenherstellers der Welt in Privatbesitz.

## Leben
Facundo Bacardí emigrierte 1830 mit seinen Brüdern in die spanische Kolonie Kuba und ließ sich in Santiago de Cuba nieder.
Zu jener Zeit gab es auf Kuba nur ungereiften und herben Rum, den sogenannten Aguardiente (‚brennendes Wasser‘), dessen Qualität und Absatzmöglichkeiten Bacardí durch eine Verfeinerung des Destillationsprozesses, darauf folgende Filtration und anschließende Lagerung verbessern wollte. Am 4. Februar 1862 kaufte er zu diesem Zweck für 3500 US-Dollar eine kleine Rum-Destillerie in der Calle Matadero Nr. 5 im Hafen von Santiago und gründete die Firma Bacardi & Co. Das neue Herstellungsverfahren für weißen Premium-Rum mit einem weichen und milden Geschmack brachte dem Familienunternehmen in den folgenden Jahren verschiedene Auszeichnungen und großen wirtschaftlichen Erfolg ein, so dass Facundo Bacardí auf Kuba auch als „El Rey de los Rones“ (‚Der König der Rums‘) bekannt wurde.